# Jerzy Kobylański
Jerzy Karol Kobylański (ur. 6 kwietnia 1886 w Sołohubówce, zm. wiosną 1940 w Charkowie) – major kawalerii Wojska Polskiego, działacz niepodległościowy, ofiara zbrodni katyńskiej.

## Życiorys
Urodził się 6 kwietnia 1886 we wsi Sołohubówka, w ówczesnym powiecie lipowieckim guberni kijowskiej, w rodzinie Michała i Stanisławy z Morawskich. Ukończył gimnazjum w Kijowie i Instytut Weterynaryjny w Dorpacie. Podczas I wojny światowej walczył w szeregach armii rosyjskiej.
Czas pełnienia służby w Wojsku Polskim liczono mu od 1 listopada 1915. Służył nieprzerwanie w 5 pułku ułanów, którego pokojowym garnizonem była Ostrołęka. W jego szeregach walczył na wojnie z Ukraińcami i bolszewikami. 28 lutego 1921 został zatwierdzony z dniem 1 kwietnia 1920 w stopniu porucznika, w kawalerii, w grupie oficerów byłych Korpusów Wschodnich i byłej armii rosyjskiej, 3 maja 1922 zweryfikowany w stopniu rotmistrza ze starszeństwem z 1 czerwca 1919 i 355. lokatą w korpusie oficerów jazdy, a 27 stycznia 1930 mianowany majorem ze starszeństwem z 1 stycznia 1930 i 24. lokatą w korpusie oficerów kawalerii. W marcu tego roku został wyznaczony w macierzystym pułku na stanowisko kwatermistrza. Z dniem 30 kwietnia 1932 został przeniesiony w stan spoczynku. Później pracował w Cywilnym Porcie Lotniczym Okęcie.
W czasie kampanii wrześniowej 1939 roku został zmobilizowany i dowodził zorganizowanym w toku kampanii szwadronem kawalerii. Po agresji ZSRR na Polskę, poszukując większych polskich oddziałów, w nocy 23/24 września 1939 roku dołączył ze szwadronem w Teptiukowie koło Hrubieszowa do grupy „Hrubieszów”, toczącej bój z Armią Czerwoną pod Husynnem. Po przegranej bitwie w nieznanych okolicznościach dostał się do niewoli sowieckiej i został osadzony w obozie w Starobielsku. Wiosną 1940 został zamordowany przez funkcjonariuszy NKWD w Charkowie i pogrzebany potajemnie w bezimiennej mogile zbiorowej  w Piatichatkach, gdzie od 17 czerwca 2000 roku mieści się oficjalnie Cmentarz Ofiar Totalitaryzmu w Charkowie. Figuruje na tzw. liście Gajdideja (poz. 1815).
5 października 2007 minister obrony narodowej Aleksander Szczygło mianował go pośmiertnie na stopień podpułkownika. Awans został ogłoszony 9 listopada 2007 w Warszawie, w trakcie uroczystości „Katyń Pamiętamy – Uczcijmy Pamięć Bohaterów”.

## Ordery i odznaczenia
- Krzyż Walecznych czterokrotnie[21][22]
- Medal Niepodległości – 16 marca 1937 „za pracę w dziele odzyskania niepodległości”[23][1][24]
- Srebrny Krzyż Zasługi – 10 listopada 1928[25][26]
- Medal Pamiątkowy za Wojnę 1918–1921[5]
- Medal Dziesięciolecia Odzyskanej Niepodległości[5]
- Krzyż Oficerski Orderu Korony Rumunii[10]
- Medal Zwycięstwa[21]